# Wyspy Skellig

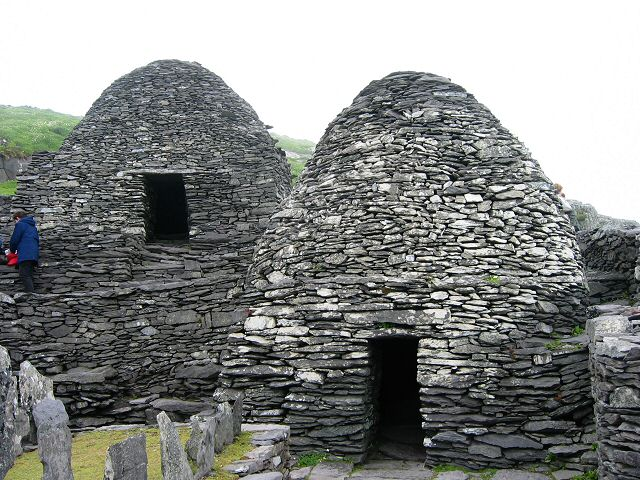
Clocháins

Wyspy Skellig (irl. Oiléain na Sceilig; ang. Skellig Islands) – dwie skaliste wysepki (Little Skellig i Great Skellig) u południowo-zachodnich wybrzeży Irlandii (16 km na zachód od Bolus Head na półwyspie Iveragh), należące administracyjnie do hrabstwa Kerry.

## Little Skellig

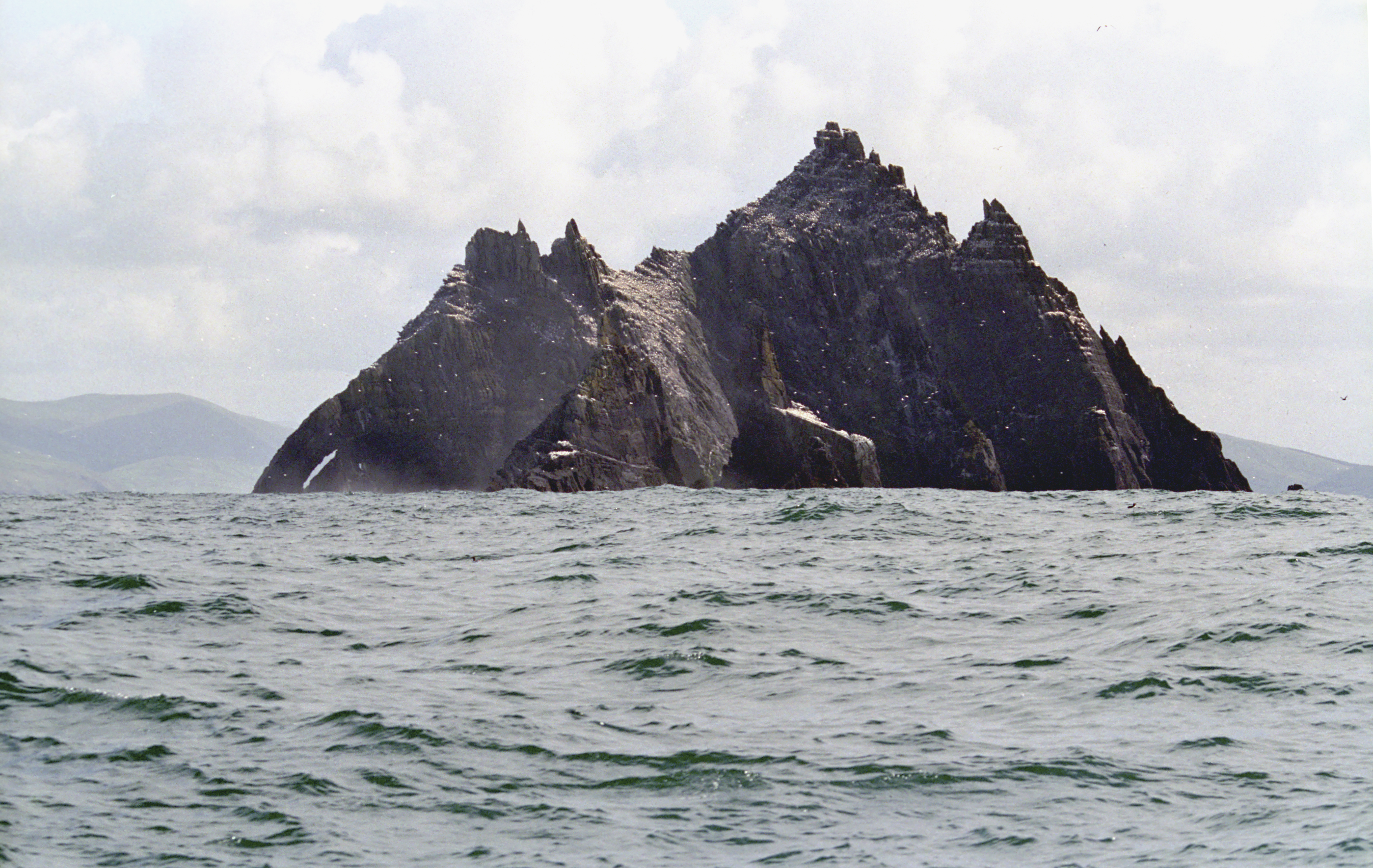
Wyspa Little Skellig

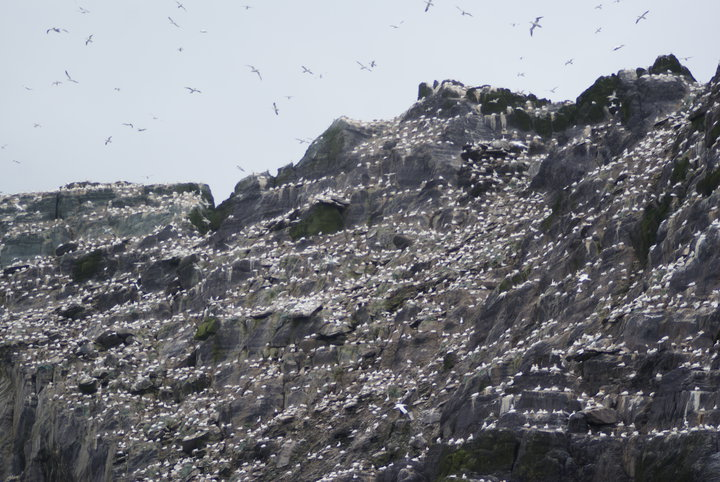
Kolonia lęgowa głuptaka Morus bassanus na wyspie Little Skellig

Wyspa Little Skellig (irl. Sceilig Bheag) jest rezerwatem ptaków, zamieszkanym przez około 22 500 par głuptaków białych. Teren tej wysepki nie jest udostępniony zwiedzającym ze względu na ochronę środowiska tych zwierząt.

## Great Skellig

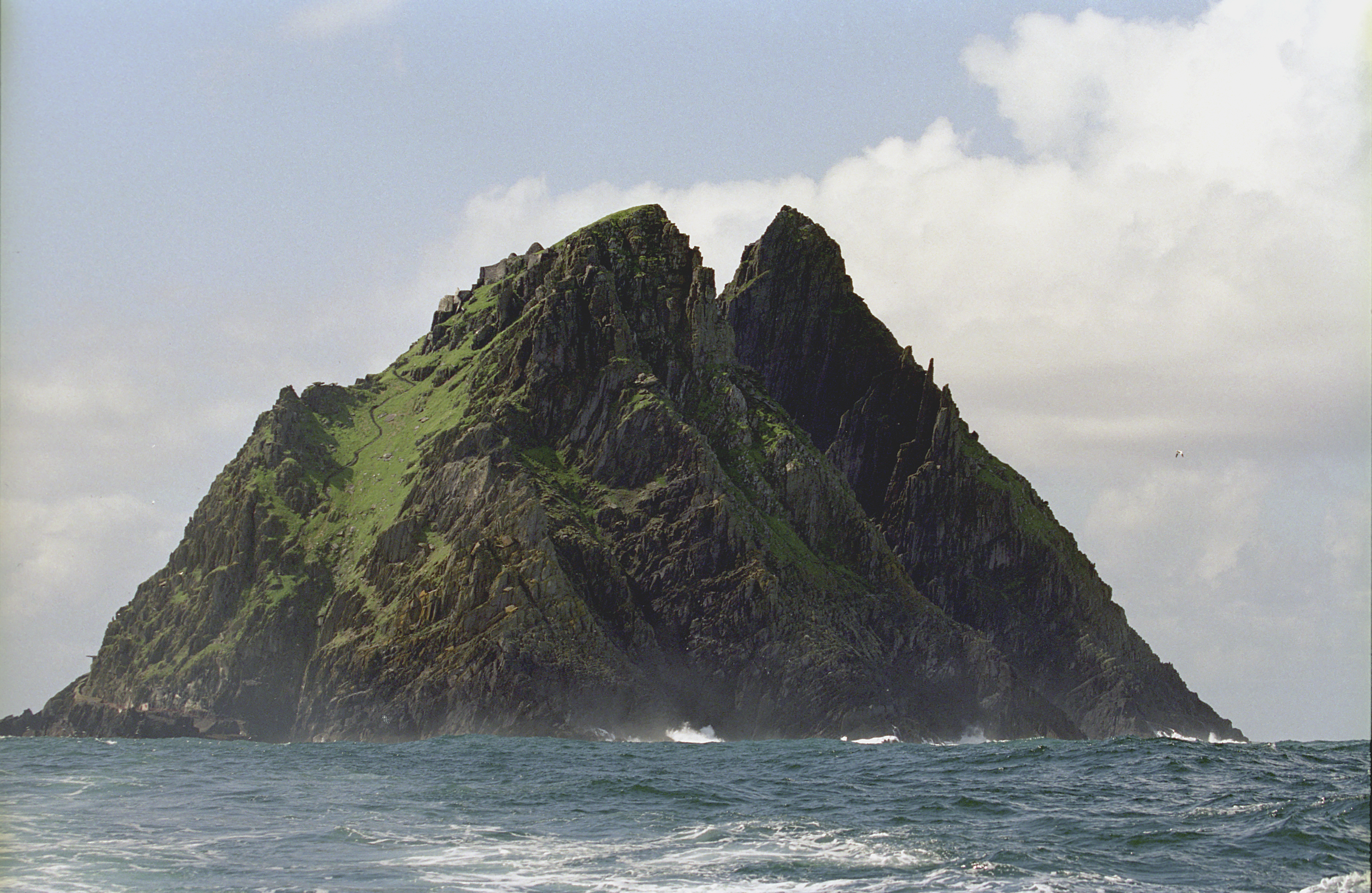
Wyspa Skellig Michael

Wyspa Great Skellig, znana też jako Skellig Michael (irl. Sceilig Mhichíl) wpisana została w 1996 roku na listę światowego dziedzictwa UNESCO ze względu na znajdujące się tu ruiny wczesnośredniowiecznego St Fionan's Abbey (opactwa św. Fionana) z drugiej połowy VI wieku n.e. Zachowały się tu m.in. tzw. clocháins – kamienne chatki w kształcie uli. Chcąc się dostać z przystani do klasztoru, trzeba pokonać 500 stromych schodów.
Około roku 1400 p.n.e. podczas milezyjskiej inwazji na Irlandię o Great Skelling rozbił się okręt. W IV w. na wyspie wypoczywał i przygotowywał się do bitwy pod Vantry władca Daire Domhain. W 823 roku wyspę najechali wikingowie, którzy porwali jednego z mnichów – Eitgala i zniszczyli klasztor. Trzydzieści siedem lat później został on odbudowany, a do 1000 roku nawet znacznie rozbudowany. Ostatecznie w XII w. duchowni opuścili wyspę, która za dwa stulecia stała się celem pielgrzymujących pątników.
W 1826 roku wybudowano na wyspie dwie latarnie morskie, z których jedna nadal działa.

## Fauna
Obie wyspy Skellig zamieszkiwane są przez liczne kolonie ptaków morskich i razem stanowią jedno z najważniejszych ich stanowisk w Irlandii, zarówno pod względem liczebności populacji jak i różnorodności gatunków.
Na wyspach swoje lęgowiska mają m.in. nawałnik burzowy(około 10 000 par), głuptak, fulmar, burzyk północny (około 5000 par), mewa trójpalczasta, nurzyk, alka, maskonur (około 1000 par). Obserwowane są również wrończyk i sokół wędrowny. W okolicznych wodach licznie występuje foka szara, spotykane są także długoszpar, płetwal karłowaty, różne gatunki delfinów oraz żółw skórzasty.
Czystość wód, bogactwo fauny morskiej oraz podwodne klify sięgające 60 metrów czynią z Wysp Skellig również popularne miejsce nurkowania.